# Austrelaps
Austrelaps es un género de serpientes venenosas de la familia Elapidae, nativo de la relativamente fértil y templada parte sur y este del continente de Australia. Hay tres especies que son reconocidas corrientemente, de las cuales no hay subespecies. Son conocidas comúnmente como copperheads o copperheads australianas. A pesar de compartir el nombre con la copperhead americana, Agkistrodon contortrix, no están relacionadas entre ellas.

## Descripción
Las copperheads australianas son, generalmente, de tamaño mediano (4,50 a 5,50 pies), rara vez miden más de 1,80 metros de longitud (6 pies), y tienen una estructura moderada. El color varía mucho, de semimarrón cobrizo a amarillento, rojizo, gris o aún negro, dependiendo del individuo. La coloración cobriza de la cabeza que da origen al nombre común está presente algunas veces, otras no. Algunos individuos tienen visibles marcas justo detrás de la cabeza. Tal vez como consecuencia de su gran variación, no se descubrió hasta mediados del siglo XX que había, en realidad, tres especies diferentes.

## Distribución y hábitat
Las serpientes copperheads están bien adaptadas a climas más frescos; permanecen activas después que la mayoría de las serpientes están inactivas, y son las primeras en continuar la caza al final del invierno. Son las únicas serpientes australianas que se encuentran por sobre la  snowline. Su hábitat favorito es cerca del agua. Mientras que son relativamente menos comunes en otros lugares, donde las condiciones son adecuadas  se congregan en números sustanciales. 

## Comportamiento
Las copperheads son diurnas durante la mayor parte del año, pero cambian  a caza nocturna en tiempo cálido.

### Dieta
Las copperheads están mucho en su casa en el agua: nadan bien y a menudo cazan renacuajos.
Son carnívoras generalistas y tomarán cualquier presa del tamaño adecuado; incluyendo sus propias crías jóvenes; pero el principal ítem de la dieta son las ranas. Donde éstas son comunes, hay demasiadas copperheads, y otras especies tienden a ser raras.

### Crianza
La crianza comienza en primavera, y las hembras paren cerca de 14 jóvenes vivos, de poco menos de 20 cm de longitud, a fines del verano.

### Veneno
Como todos los elápidos (miembros de la familia Elapidae) australianos, las copperheads tienen colmillos fijados en la parte frontal de la mandíbula. Son tímidas y huyen por naturaleza, y prefieren escapar y no pelear cuando la huida es posible, y su veneno es, por estándares australiano, sólo moderadamente tóxico (igual sobre una base por mg al de la cobra india).  No obstante,  entregan una considerable cantidad de veneno y una mordida de copperhead dejada sin tratamiento  puede fácilmente matar a un humano adulto sano. No hay un antídoto específico para copperhead, sin embargo el antiveneno de la serpiente tigre es efectivo.

## Especies
Se reconocen las tres siguientes según The Reptile Database:
| Especies    | Autoridad       | Nombre común                | Distribución geográfica                                                   |
| ----------- | --------------- | --------------------------- | ------------------------------------------------------------------------- |
| A. labialis | (Jan, 1859)     | Copperhead pigmea           | Australia (Australia meridional)                                          |
| A. ramsayi  | (Krefft, 1864)  | Copperhead de tierras altas | Australia (Nueva Gales del Sur, Victoria)                                 |
| A. superbus | (Günther, 1858) | Copperhead de tierras bajas | Australia (Nueva Gales del Sur, Australia meridional, Tasmania, Victoria) |